# Квистело
Квистело (итал. Quistello) је насеље у Италији у округу Мантова, региону Ломбардија.
Према процени из 2011. у насељу је живело 3720 становника. Насеље се налази на надморској висини од 18 м.

## Становништво
| 1931. | 1936. | 1951. | 1961. | 1971. | 1981. | 1991. | 2001. | 2011. |
| ----- | ----- | ----- | ----- | ----- | ----- | ----- | ----- | ----- |
| 9.596 | 9.404 | 9.261 | 7.786 | 6.885 | 6.442 | 5.982 | 5.871 | 5.722 |